# Ganga (godin)

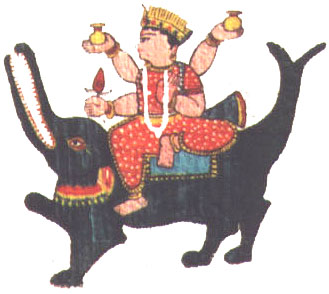
Tekening van de godin Ganga op haar Vahana (rijdier) Makara

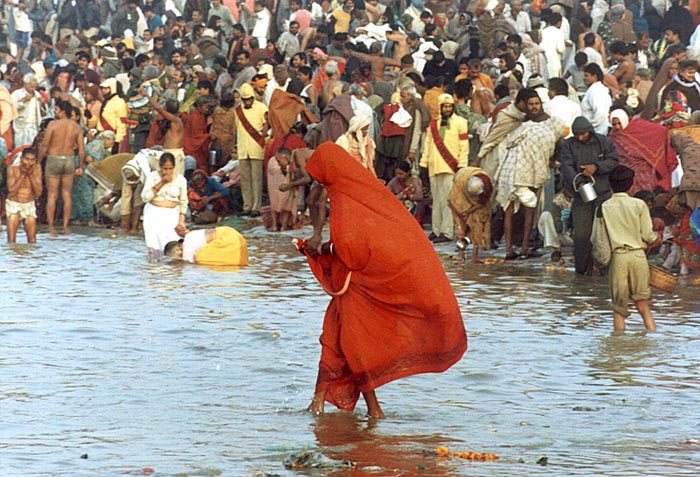
In de Ganges reinigen hindoes hun ziel

Ganga (Sanskriet en Hindi गंगा Gaṅgā) is in het hindoeïsme de riviergodin van de Ganges met de functie van een Moedergodin. In het hindoeïsme wordt de Ganga rivier of Ganges als sacraal gezien. Zij wordt vereerd en gepersonifieerd als de godin Ganga, die een belangrijke plaats inneemt in het Hindoe geloof. Hindoes geloven dat baden in deze rivier bij bepaalde gelegenheden de zonden wegwast en bevrijding vergemakkelijkt.
Velen geloven dat dit effect ook wordt bereikt door baden op eender welk moment in de Ganges. Men komt van heinde en ver om de as van dierbare overledenen in het water van de Ganges te verstrooien. Ook deze onderdompeling wordt als heilzaam beschouwd, omdat men gelooft dat de assen op die manier naar de hemel gaan. Er liggen veel voor de hindoes sacrale plaatsen aan de oevers van de Ganges, zoals Haridwar, Allahabad en Benares (Varanasi). Zo'n 70 miljoen hindoes kwamen bijeen in Kumbh Mela in een van de heilige steden Prayaga (ook bekend als Allahabad) in India om van haar gunsten gebruik te maken. Zij wordt ook Gangama genoemd, 'Moeder Ganga'.

## Geboorte
Er zijn meerdere versies van het hindoeïsme die de geboorte van Ganga verhalen. Volgens een versie werd het sacrale water in Brahma's Kamandalu (waterketel) gepersonifieerd als een meisje, Ganga. Volgens een andere (Vaishnavite) legende had Brahma eerbiedig de voeten van Vishnoe gewassen en dat water in zijn Kamandalu verzameld. Volgens nog een andere versie was Ganga de dochter van Himavan, koning van de bergen, en zijn echtgenote Mena. Zij was dus de zuster van de godin Parvati. In elke versie wordt verteld dat zij opgroeide in de hemel, onder voogdij van Brahma.

## Nederdaling op de wereld

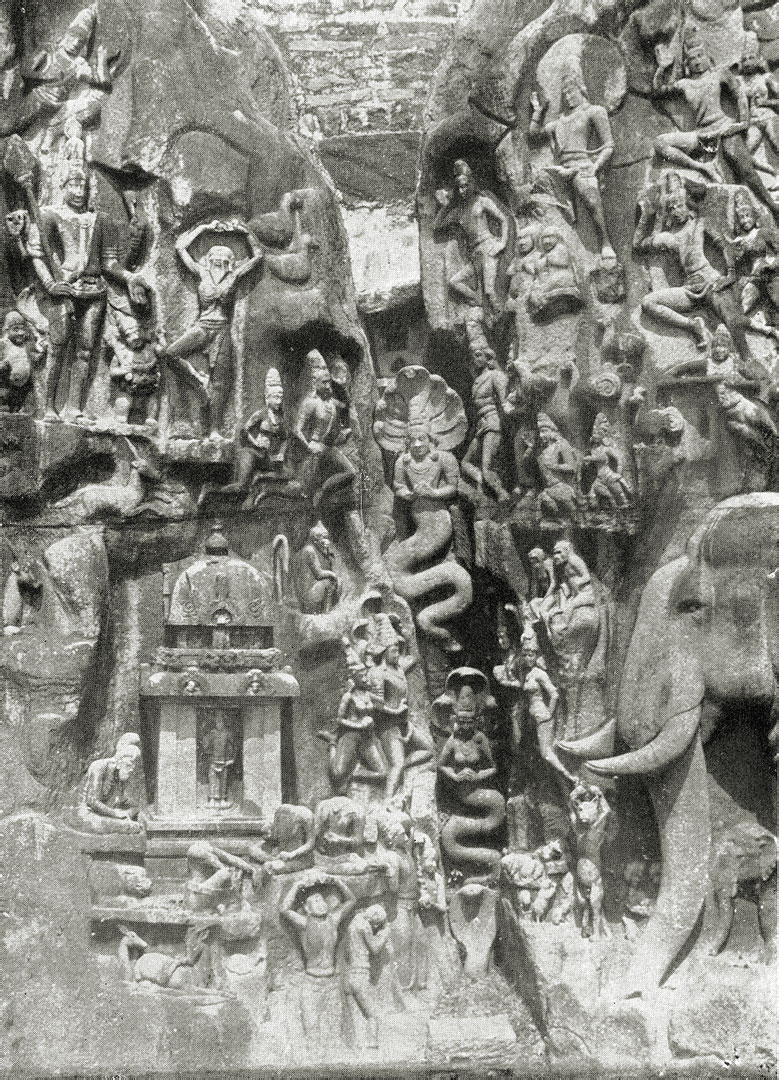
"Bhagiratha's boetedoening", Reliëf uit Mahabalipuram

Vele jaren later gebeurde het dat een koning, Sagara genaamd, op magische wijze zestigduizend zonen kreeg. Op een dag hield koning Sagara een ritueel voor gunstig gevolg op het koninkrijk. Een integraal onderdeel van dat ritueel was een paard, maar dat was door een jaloerse Indra gestolen. Sagar zond toen al zijn zonen uit om overal ter wereld dat paard te zoeken. Ze vonden het in de onderwereld in de nabijheid van de mediterende wijze Kapila. Omdat ze dachten dat deze wijze het paard had gestolen slingerden ze hem verwijten naar het hoofd en verstoorden zo zijn geestelijke oefening. De wijze opende de ogen voor het eerst sedert vele jaren en keek de zonen van Sagara aan. Door die aanblik verbrandden zij alle zestigduizend en verdwenen.
De zielen van de zonen van Sagara dwaalden voort als geesten, omdat hun eindriten niet waren voltrokken. Toen Bhagiratha, een van de afstammelingen van Sagara, de zoon van Dilip, dit noodlottig gebeuren vernam, zwoer hij dat hij Ganga zou neerhalen naar de wereld, opdat het water hun zielen zou reinigen en hen verlossen om ten hemel te gaan. Bhagiratha bad tot Brahma dat Ganga ter aarde zou neerdalen. Brahma stemde daarmee in en hij beval Ganga op de wereld neer te dalen en dan naar de uiterste streken door te stromen zodat de zielen van Bhagiratha's voorouders ten hemel zouden kunnen rijzen. De ijdele Ganga voelde dit bevel als een belediging aan en besloot de hele wereld weg te spoelen, als ze van de hemel stroomde. Verschrikt bad Baghiratha toen tot Shiva om de val van Ganga's afdaling te stuiten.

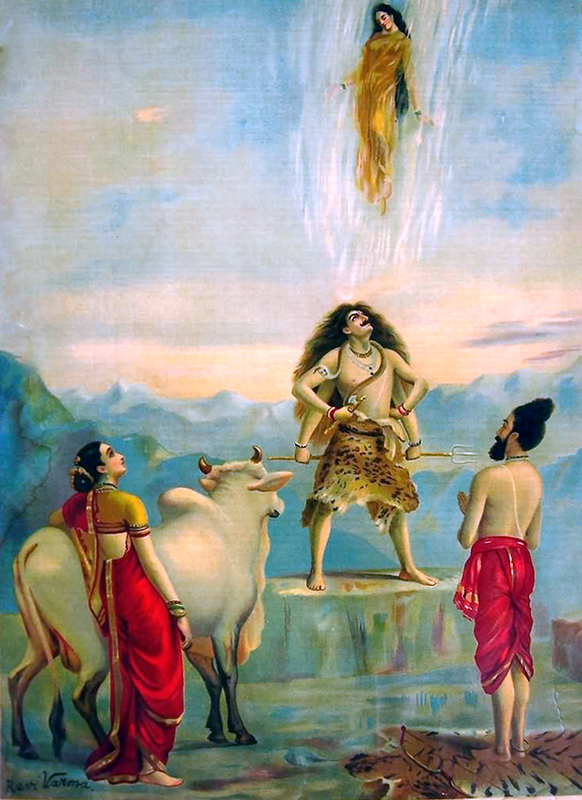
Afdaling van Ganga

Ganga viel arrogant op Shiva's hoofd neer. Maar Shiva ving haar op met zijn haar en liet haar daarmee in dunne stroompjes uitstromen. De aanraking met Shiva maakte Ganga sacraler gezegend. En terwijl Ganga door de benedenwereld vloeide schiep zij een andere stroom om op aarde te blijven en om de ongelukkige zielen daar te helpen reinigen. Het is de enige rivier die haar stroom in de drie werelden vervolgt Svarga (hemel), Pṛthivī (aarde) en, Patala (onderwereld of hel). Daarom wordt zij "Tripathagā" genoemd (iemand die de drie werelden doorreist in het Sanskriet).
Het was dus aan Bagiratha te danken dat Ganga op de wereld kwam, daarom wordt de rivier ook Bhagirathi genoemd, en wordt de uitdrukking "Bhagirath prayatna" gebruikt om een waardevolle en moeilijke opdracht uit te drukken.
Een andere naam die Ganga wordt gegeven is Jahnavi. Het verhaal ging dat eens toen Ganga op de wereld kwam op weg naar Bhagiratha haar voortrazende wateren turbulenties veroorzaakten waarmee zij de velden en de sadhana van de wijze rishi Jahnu vernielde. Hij was boos en dronk toen al het water van Ganga op. Toen smeekten de goden Jahnu om Ganga weer los te laten om haar missie voort te zetten. Vereerd door die smeekbeden liet Jahnu toen Ganga's wateren weer los vanuit zijn oren. Vandaar de naam 'Dochter van Jahnu' voor Ganga.
Soms gelooft men dat de rivier ooit zal opdrogen aan het eind van Kali yuga (het era van duisternis, huidige periode) net als met de Sarasvati (rivier) is gebeurd, en dat dit tijdperk dan zal eindigen. Vervolgens komt het Satya yuga of het tijdperk van de waarheid.

## Andere mythologische associaties
Volgens hindoegeschriften als de Skanda Purana was de Gangagodin voedstermoeder van Karttikeya (Murugan), een zoon was van Shiva en Parvati.
Volgens Brahma Vaivarta Purana 2.6.13-95 heeft Vishnoe drie vrouwen, die constant aan het ruziën zijn, wat hem doet besluiten er uiteindelijk nog een te houden, Lakshmi, en Ganga aan Shiva en Sarasvati aan Brahma te geven.
Het hindoe-epos Mahabharata zegt dat de Vasus, na een banvloek van Vashishta Ganga had den gevraagd om hun moeder te zijn. Ganga incarneerde en werd de vrouw van koning Santanu, op voorwaarde dat er nooit naar haar handelwijze zou worden gevraagd of ze zou hem weer verlaten. De zeven Vasus, die een na een geboren werden, verdronk Ganga in haar eigen wateren en bevrijdde hen aldus van hun straf. De koning maakte geen bezwaar. Maar toen het achtste kind geboren werd en zij hetzelfde wilde doen, maakte de koning bezwaar en zij verliet hem. De achtste zoon Dyaus incarneerde dus en bleef in leven, gevangen in een sterfelijke vorm. Hij werd nadien bekend als Bhisma (Devavrata), een van de meest gerespecteerde helden uit de Mahabharata.

## Rig Veda
Ganga wordt uitdrukkelijk vernoemd in de Rig Veda, het oudste en naar wordt aangenomen ook heiligste van de hindoegeschriften. Ganga wordt vermeld in de nadistuti (Rig Veda 10.75), waar de rivieren van oost naar west worden opgesomd. In RV 6.45.31, wordt ook het woord Ganga vernoemd, al is het niet duidelijk of dit met referentie naar de rivier is.
RV 3.58.6 zegt: "uw oeroude thuis, uw zegenende gunstige vriendschap, o helden, uw weelde, ligt aan de oevers van de Jahnavi (JahnAvyAm)". Dit vers zou mogelijk naar de Ganga verwijzen. In RV 1.116.18-19, komt de Jahnavi en de Gangetische dolfijn in twee opeenvolgende verzen voor.

## Iconografie
In de canons van Indiase kunst wordt Ganga voorgesteld als een voluptueuze mooie vrouw, die een overstromende kruik in de hand houdt. Deze duidt op de overvloed van leven en vruchtbaarheid van de natuur, waarmee het hele universum wordt onderhouden en gevoed.
Een tweede hoofdaspect van de iconografie van Ganga is het dier dat zij bestijgt, dat vaak wordt voorgesteld als een pilastervoetstuk voor haar. Het is de Makara, een hybridisch schepsel met het lichaam van een krokodil en de staart van een vis. In het hindoeïsme komt de makara als sterrenteken overeen met dat van de Kreeft in de westerse astrologie.
De makara is ook het rijdier van de Vedische godheid van de wateren, Varuna, waarmee de Vedische wortels van de Ganga godin stevig gevestigd blijken.

## Voetnoten
1. ↑  Talageri, Shrikant. (2000) "The Rigveda: A Historical Analysis"; Talageri, S.: "Michael Witzel - An examination of his review of my book". --Griffith vertaalt JahnAvyAm in dit vers als "huis van Jahnu", al gebruikt hij in gelijkaardige verzen het "aan de oevers van een rivier" (zie Talageri 2000)
2. ↑  Talageri, Shrikant. (2000) "The Rigveda: A Historical Analysis".; Talageri, S.: "Michael Witzel - An examination of his review of my book" 2001.
3. ↑  De Sanskrietterm shimshumara refereert aan de Gangetische dolfijn (de Sanskrietterm voor dolfijn is shishula). Talageri 2000, 2001